# Справа Маттеї (фільм)
 «Справа Маттеї» (італ. Il Caso Mattei) — італійський фільм-розслідування 1972 року, поставлений режисером Франческо Розі. Лауреат премії Золота пальмова гілка 25-го Каннського міжнародного кінофестивалю .

## Сюжет
У основі сюжету фільму розповідь про життя Енріко Маттеї, одного з найвпливовіших громадян Італії, який допоміг змінити майбутнє країни, спочатку як борець за звільнення від нацистів, потім як інвестор газовидобувної компанії, і зрештою, як голова «ЕНІ» (ENI), державної нафтогазової компанії. 27 жовтня 1962 року він загинув, коли його приватний літак розбився за одну хвилину до приземлення в Міланському аеропорту. Досі невідомо, став Маттеї жертвою змови або вбивства чи ні.

## У ролях
| Джан Марія Волонте | ···· | Енріко Маттеї     |
| Луїджі Скуарцина   | ···· | журналіст         |
| Пітер Болдуїн      | ···· | Макгейл           |
| Ренато Романо      | ···· | журналіст         |
| Франко Граціозі    | ···· | міністр           |
| Джанфранко Омбуєн  | ···· | інженер «Феррарі» |
| Еліо Жота          | ···· | голова комісії    |
| Едда Ферронао      | ···· | пані Маттеї       |
| Лучано Колітті     | ···· | Бертуцці          |

## Знімальна група
- Автори сценарію — Франческо Розі, Тоніно Гуерра, Неріо Мінуццо, Тіто ді Стефано
- Режисер-постановник — Франческо Розі
- Продюсер — Франко Крістальді
- Композитор — П'єро Піччоні
- Оператор — Паскуаліно Де Сантіс
- Монтаж — Руджеро Мастроянні
- Художник-постановник — Андреа Крізанті
- Художник по костюмах — Франко Чаретті
- Звукорежисер — Маріо Брамонті

## Художні особливості
«Стрічка є досить рідкісним явищем […], оскільки додає в історію кінематографічного оповідання новий жанр: фільм-розслідування, що поновлює одночасно біографію людини і хід слідства у її справі. Розі особисто з'являється на екрані, розпитує журналістів і намагається допомогти їм в роботі. Він збирає відомості і приватні думки, але кінцева істина увесь час вислизає».

## Визнання
| Нагороди та номінації фільму «Справа Маттеї» | Нагороди та номінації фільму «Справа Маттеї» | Нагороди та номінації фільму «Справа Маттеї» | Нагороди та номінації фільму «Справа Маттеї»              | Нагороди та номінації фільму «Справа Маттеї» | Нагороди та номінації фільму «Справа Маттеї» |
| Рік                                          | Кінофестиваль/кінопремія                     | Категорія/нагорода                           | Номінант                                                  | Результат                                    |                                              |
| -------------------------------------------- | -------------------------------------------- | -------------------------------------------- | --------------------------------------------------------- | -------------------------------------------- | -------------------------------------------- |
| 1972                                         | 25-й Каннський міжнародний кінофестиваль     | Золота пальмова гілка                        | Справа Маттеї (разом з фільмом Робітничий клас іде в рай) | Перемога                                     |                                              |
| 1972                                         | 25-й Каннський міжнародний кінофестиваль     | Спеціальна згадка журі                       | Джан Марія Волонте                                        | Перемога                                     |                                              |
| 1973                                         | Премія «Золотий глобус» (Італія)             | Найкращий фільм                              | Справа Маттеї                                             | Перемога                                     |                                              |